# Hans Frank
Hans Frank (Karlsruhe, 1900. május 23. – 1946. október 16.) német politikus és ügyvéd, aki a második világháború alatt a megszállt lengyel területek főkormányzója volt.
Az NSDAP elődpártjának, a DAP-nak is a tagja volt. 1926-ban tette le az ügyvédi vizsgát, majd Hitler és az NSDAP jogtanácsosa lett. 1934-ben Frank tagja lett Hitler kabinetjének mint tárca nélküli birodalmi miniszter.
Az 1939-es német invázió után Frankot kinevezték a megszállt lengyel területek főkormányzójává. Hivatali ideje alatt terror uralkodott a polgári lakosság felett, és közvetlenül részt vett a zsidók elleni tömeggyilkosságokban. Bevezette a kényszermunkát, és négy megsemmisítő tábort felügyelt. 1942-re Frank elvesztette Hitler kegyét, de a megszállt lengyel területek főkormányzója maradt egészen annak 1945 eleji összeomlásáig.
A háború után Frankot háborús és emberiség elleni bűncselekményekben bűnösnek találták a nürnbergi perben. Halálra ítélték, és 1946 októberében felakasztották.

## Fiatalkora
Frank Karlsruhéban született, Karl Frank ügyvéd és felesége, Magdalena második gyermekeként. Középiskolát végzett a neves müncheni Maximilians gimnáziumban. Tizenhét éves korában belépett az első világháborúban harcoló német hadseregbe, de a fronton nem szolgált. 
A háború után jogot és közgazdaságtant tanult, 1919-től 1921-es nyári szemeszterig a müncheni Lajos–Miksa Egyetemen, 1921 és 1922 között a Kieli Egyetemen, majd visszament a müncheni egyetemre. 1923. július 21-én tette le a záróvizsgát, majd rá egy évre, 1924-ben ledoktorált. 
1919 és 1920 között a Thule Társaság tagja volt. Franz Ritter von Epp parancsnoksága alatt a Freikorpsban szolgált, és részt vett a Bajor Tanácsköztársaság megbuktatásában. 1919-ben, ahogyan a Thule Társaság többi tagja is, csatlakozott a Német Munkáspárthoz (DAP).
Noha a DAP 1922 februárjában Nemzetiszocialista Német Munkáspárttá (NSDAP) alakult át, Frank 1923 szeptemberéig várt, hogy a Sturmabteilung (SA) tagja legyen, és ez év októberében hivatalosan is belépett az NSDAP-ba. Novemberben részt vett a müncheni sörpuccsban, ami elbukott. Ausztriába menekült, és csak 1924-ben tért vissza Münchenbe, amikor a folyamatban lévő bírósági eljárását felfüggesztették.
Frank lett Adolf Hitler jogi tanácsadója. Amikor az NSDAP hatalomra került, ő lett a párt ügyvédje is. Több mint 2400 esetben képviselte a pártot, és több mint 10 000 dollár értékben költekezett. Ez néha konfliktusos helyzetbe hozta más ügyvédekkel. 1930 szeptember–októberében védőügyvédként szolgált Richard Scheringer, Hans Friedrich Wendt és Hanns Ludin lipcsei hadnagyok tárgyalásán, akik az NSDAP tagjai voltak. A tárgyalás médiaszenzáció volt. Maga Hitler tett tanúvallomást, és a védekezés sikeresen magát a weimari köztársaságot is bíróság elé állította. A tárgyalás után a hadsereg számos tisztje szimpatizálni kezdett a nemzetiszocialista mozgalommal.
1930-ban választották be a Reichstagba, és 1933-ban pedig Bajorország igazságügyi miniszterévé nevezték ki. 1933-tól a Nemzetiszocialista Jogászok Egyesület vezetője és a Német Jogi Akadémia elnöke. Frank tiltakozott a bírósági kivégzéseken kívüli gyilkosságok ellen, mivel ez gyengítette a jogrend hatalmát (amelynek maga is kiemelkedő tagja volt), mind a dachaui koncentrációs táborban, mind a hosszú kések éjszakája alatt.

Frank nézete arról, hogy mi szükséges a bírósági eljáráshoz:
|  | „A bíró szerepe a faji közösség konkrét rendjének védelme, a veszélyes elemek eltávolítása, büntetőeljárás indítása minden, a közösségre ártalmas cselekmény ellen és a közösség tagjai közötti nézeteltérésekben történő döntőbíráskodás. A nemzetiszocialista ideológia, különösen a pártprogramban és a vezetőnk beszédeiben kifejezve, képezi a jogi források értelmezésének alapját.” |
|  | |

1934-ben Frank tagja lett Hitler kabinetjének mint tárca nélküli birodalmi miniszter. 1938. április 7-én mintegy 10 000 nemzetiszocialistát hívott el a passaui Nibelungenhalle rendezvénycsarnokba.

## Főkormányzóként

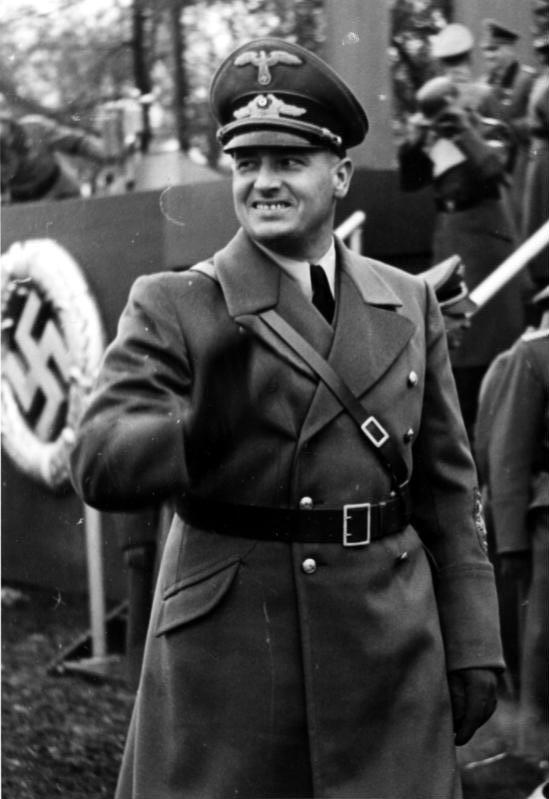
A megszállt lengyel területek főkormányzójaként

1939 szeptemberében Hitler kinevezte Gerd von Rundstedt által vezetett német katonai kormányzatába közigazgatási vezetőnek a megszállt Lengyelországba. 1939. október 26-tól, Lengyelország inváziójának befejezését követően, Frank az elfoglalt lengyel területek főkormányzója lett. A Lengyel Főkormányzóság formálisan szintén a birodalom része volt, de nem került be a Gau-rendszerbe. 
Frank felügyelte a zsidók gettókba történő telepítését. A zsidókat a kezdetektől kegyetlenül diszkriminálták. Felügyelte a varsói gettót és a lengyel civil lakosság kényszermunkára való felhasználását. 1942-ben a főkormányzóságon kívül elvesztette Hitler bizalmát és a vezető pozícióit, miután Hitlert felbosszantotta a beszédsorozataival Berlinben, Bécsben, Heidelbergben és Münchenben, illetve Friedrich-Wilhelm Krüger rendőrfőnökkel folytatott hatalmi harcával. Krügert végül felmentették, és Wilhelm Koppét nevezték ki a helyére.

1941. december 16-án Frank felszólította a magas rangú tisztviselőit a zsidók megsemmisítésére: 
|  | „Mindenesetre elindul a nagy zsidó vándorlás. De mit tegyünk a zsidókkal? Gondolják, hogy Ostlandban, falvakban telepednek le? Berlinben azt mondták nekünk: „Miért zavar ez az egész? Nem tehetünk semmit velük sem Ostlandban, sem a Reichskommissariatban.” Uraim, fel kell kérnem önöket, hogy szabaduljanak meg minden szánalomtól. A zsidókat meg kell semmisíteni, bárhol is találjuk őket, és amikor csak lehetséges.” |
|  | |

Amikor ezt felolvasták neki a nürnbergi perben, azt mondta: 
|  | „A naplót egészében kell venni. Nem haladhat át 43 köteten, és nem választhat ki egyetlen mondatot, és nem választhatja el őket a környezetüktől. Itt szeretném mondani, hogy nem akarok vitatkozni vagy kibújni az egyes mondatokkal kapcsolatban. Vad és viharos időszak volt szörnyű szenvedélyekkel tele, és amikor egy egész ország ég, élet- és halálharc folyik, ilyen szavakat könnyen lehet használni... Néhány szó szörnyű. Magamnak is be kell vallanom, hogy sok szó sokkolt, amelyeket használtam.” |
|  | |

A lengyel ellenállási mozgalom Frank elleni, 1944. január 29–30-án, a Krakkó közelében található Szarówban elkövetett merényletkísérlete kudarcot vallott. Frank egy különvonaton utazott Lembergbe, amikor robbanószerrel kisiklatták a vonatot, azonban senki sem halt meg.
Hans Frank a megszállt lengyel területek sakkversenyeinek pártfogója volt, amelyek 1940-ben a krakkói sakk-kongresszussal kezdődtek.

## Haláltáborok

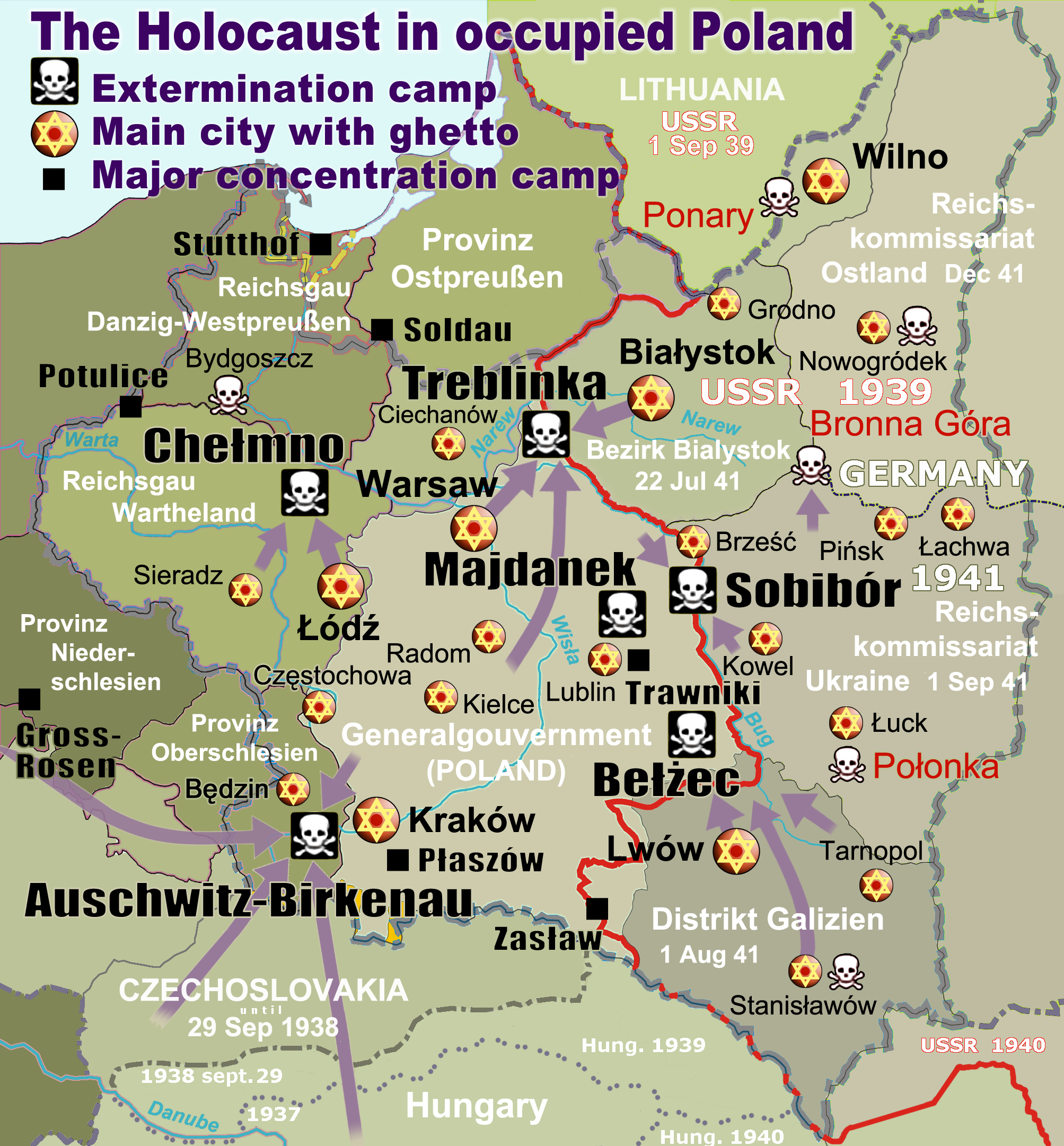
Náci haláltáborok a megszállt Lengyelországban

Hans Frank részt vett a népirtásban Lengyelországban. Vezetése alatt a tömeggyilkosságok rendszeresek voltak.
A hat megsemmisítő táborból négyet a kormányzat felügyelt: Bełżec, Treblinka, Majdanek és Sobibór. Chełmno és Auschwitz a kormányzat határain kívülre esett.
Frank később azt állította, hogy a zsidók megsemmisítése Heinrich Himmler és az SS ellenőrzése alatt állt, és 1944 elejéig nem volt semmilyen tudomása a megsemmisítő táborokról. Ezt az állítást a nürnbergi bíróság hamisnak találta.
Nürnbergi vallomása során Frank azt állította, hogy 14 alkalommal nyújtott be lemondási kérelmet Hitlernek, de Hitler nem engedte, hogy lemondjon. A szovjet hadsereg előrenyomulása miatt 1945 januárjában Frank elmenekült a Lengyel Főkormányzóság éléről.

## Elfogása és tárgyalása
Frankot az amerikai csapatok 1945. május 4-én fogták el Bajorország déli részén, Tegernseeben. Kétszer próbált sikertelenül öngyilkosságot elkövetni. Háborús bűncselekményekkel vádolták, és az 1945. november 20-tól 1946. október 1-ig tartó nürnbergi perben felelt a Nemzetközi Katonai Törvényszék előtt. A tárgyalása alatt Sixtus O'Connor amerikai katolikus pap segítségével áttért a római katolikus vallásra. 
Frank önként átadta a 43 kötetes személyes naplóját a szövetségeseknek, amelyet később felhasználtak ellene. Bevallott néhány vádat, és megbánást tanúsított, bűnbánatot mutatott bűncselekményei miatt.

A tanúk padján azt mondta: 
|  | „Miután meghallgattam Rudolf Höß tanúvallomását, a lelkiismeretem nem engedi, hogy a felelősséget kizárólag ezekre a jelentéktelen emberekre hárítsam. Én magam soha nem létesítettem megsemmisítő tábort a zsidók számára és nem támogattam az ilyen táborok létesítését, de ha Adolf Hitler személyesen vállalta ezt a félelmetes felelősséget a népéért, akkor az enyém is, mert évek óta harcoltunk a zsidóság ellen, és elnéztük a legszörnyűbb mondatokat.” |
|  | |

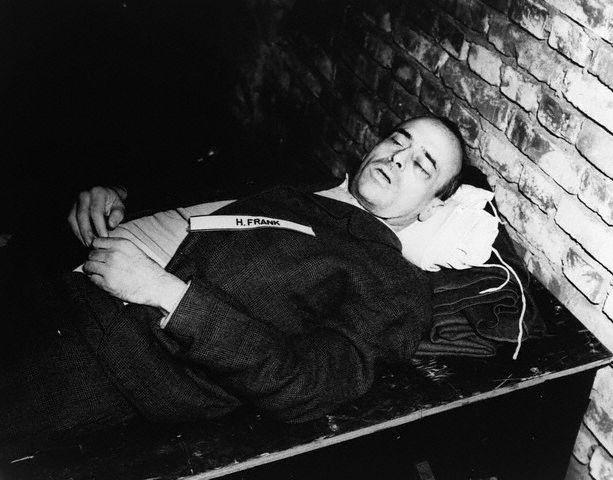
Hans Frank holtteste akasztása után

Állítólag ő és Albert Speer voltak az egyetlen vádlottak, akik bűnbánatot mutattak a háborús bűncselekményekért. Ugyanakkor azzal vádolta a szövetségeseket, különösképpen a szovjeteket, hogy háborús atrocitásokat követtek el. A volt főkormányzót 1946. október 1-jén háborús és emberiség elleni bűncselekményekben bűnösnek találták, és akasztás általi halálra ítélték. A halálos ítéletet október 16-án, a nürnbergi börtönben John C. Woods amerikai törzsőrmester hajtotta végre.

Joseph Kingsbury-Smith újságíró így írt a kivégzésről: 
|  | „Hans Frank volt a következő a halál díszszemléjén. Ő volt az egyetlen az elítéltek közül, aki arcán mosollyal lépett be a kamrába. Bár ideges volt, és gyakran nyelt nagyokat, ez az ember, aki letartóztatása után áttért a római katolikus vallásra, megkönnyebbültnek látszott a gondolattól, hogy vezekelhet gonosztetteiért.” |
|  | |

Utolsó szavai ezek voltak: „Hálás vagyok a fogságom során tanúsított kedves bánásmódért, és arra kérem az Istent, hogy kegyelemmel fogadjon el engem.”
Testét és a többi kilenc kivégzett fogoly testét, valamint Hermann Göring holttestét a müncheni Ostfriedhofban (Keleti temetőben) hamvasztották el. A hamvakat beleszórták az Isar folyóba.